# 艾米莉·海德
艾米莉·海德（Emily Rose Head，1988年12月15日—）是一位英国女演员，最知名于在E4的情景喜剧《中间人》中扮演Carli D'Amato。